# 웹 애널리틱스
웹 애널리틱스(web analytics)는 웹 사용률을 이해하고 최적화하기 위해 웹 데이터를 측정하고 수집하고 분석하고 보고하는 것을 말한다. 웹 애널리틱스는 웹 트래픽을 측정하는 과정일뿐 아니라 비즈니스와 시장 연구의 도구로서 사용이 가능하며 웹사이트 효율성을 측정하고 개선시킨다. 웹 애널리틱스 애플리케이션은 기업들이 전통적인 인쇄물 또는 방송 광고 캠페인의 결과를 측정하는데 도움을 줄 수도 있다. 새 광고 캠페인을 시작한 이후 웹사이트의 트래픽이 어떻게 변화하는지 측정하기 위해 사용할 수도 있다. 웹 애널리틱스는 웹사이트의 방문자 수와 페이지 조회수에 관한 정보를 제공한다. 시장 연구에 도움이 될만한 트래픽과 대중 트렌드를 측정하는데 도움을 준다.

## 같이 보기
- 웹 마이닝
- 웹 트래픽